# Trapper Creek (Alaska)
Trapper Creek es un lugar designado por el censo ubicado en el borough de Matanuska-Susitna en el estado estadounidense de Alaska. En el Censo de 2010 tenía una población de 481 habitantes y una densidad poblacional de 0,57 personas por km².

## Geografía
Trapper Creek se encuentra en las coordenadas 62°20′40″N 150°23′56″O / 62.34444, -150.39889. Según la Oficina del Censo de los Estados Unidos, Trapper Creek tiene una superficie total de 849.09 km², de la cual 828.46 km² corresponden a tierra firme y (2.43%) 20.63 km² es agua.

## Demografía
Según el censo de 2010, había 481 personas residiendo en Trapper Creek. La densidad de población era de 0,57 hab./km². De los 481 habitantes, Trapper Creek estaba compuesto por el 86.49% blancos, el 0.42% eran afroamericanos, el 6.44% eran amerindios, el 1.04% eran asiáticos, el 0% eran isleños del Pacífico, el 0% eran de otras razas y el 5.61% pertenecían a dos o más razas. Del total de la población el 1.04% eran hispanos o latinos de cualquier raza.

## Galería de imágenes

Paisaje en Trapper Creek.
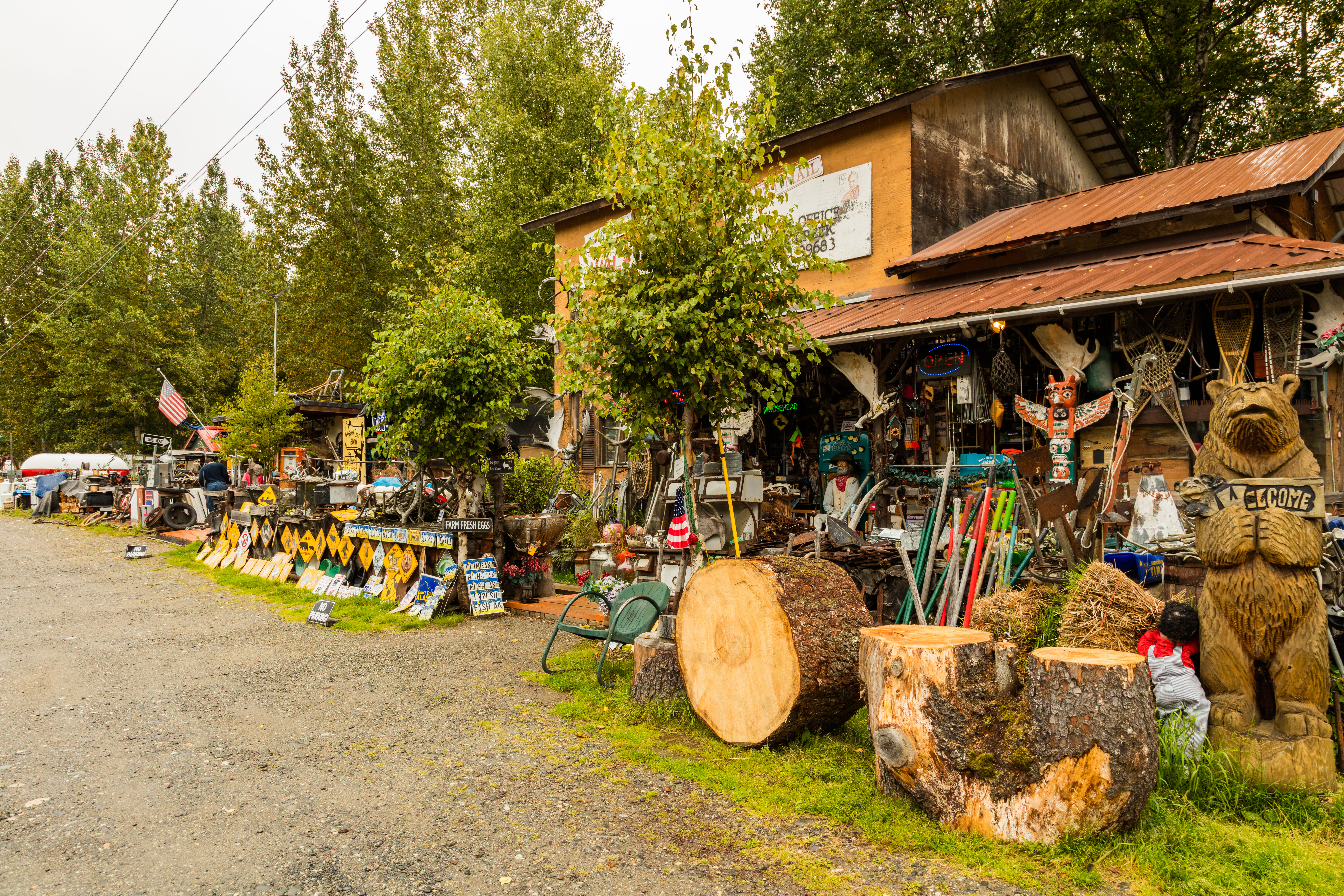
Comercio en Trapper Creek, Alaska.